# Mielnik (województwo dolnośląskie)
Mielnik – wieś w Polsce położona w województwie dolnośląskim, w powiecie kłodzkim, w gminie Bystrzyca Kłodzka.

## Położenie
Mielnik to mała wieś leżąca w Krowiarkach, na południowym zboczu Wapniarki, na wysokości około 340–405 m n.p.m. Najwyższa część wsi dochodzi do Przełęczy Mielnickiej.

## Historia
Pierwsza wzmianka o wsi pochodzi z 1358 roku. Mielnik należał wtedy do dóbr w Starym Waliszowie, a następnie w Gorzanowie. W 1840 roku były tu 44 domy, gospoda, dwa wapienniki i gorzelnia. W drugiej połowie XIX wieku wieś nabrała znaczenia jako punkt wypadowy spacerów na pobliską Wapniarkę, na której wzniesiono wieżę widokową. 
W latach 1975–1998 miejscowość administracyjnie należała do województwa wałbrzyskiego.

## Zabytki
Do wojewódzkiego rejestru zabytków wpisana jest kolumna Trójcy Św. z przedstawieniem Piety, przy drodze krakowej nr 33, kam., pocz. XVIIII, nr rej.:B/1943 z 24.07.2008
W Mielniku znajdują się następujące zabytki:
- na Przełęczy Mielnickiej stoi budynek dawnej gospody, pochodzący z XIX w.,
- poniżej przełęczy, przy głównej drodze znajdują się dwa wapienniki, pochodzące z XIX w.
- Kolumna Trójcy Świętej z pierwszej połowy XIX w., w nietypowym wariancie Tronu Łaski[7].

## Galeria

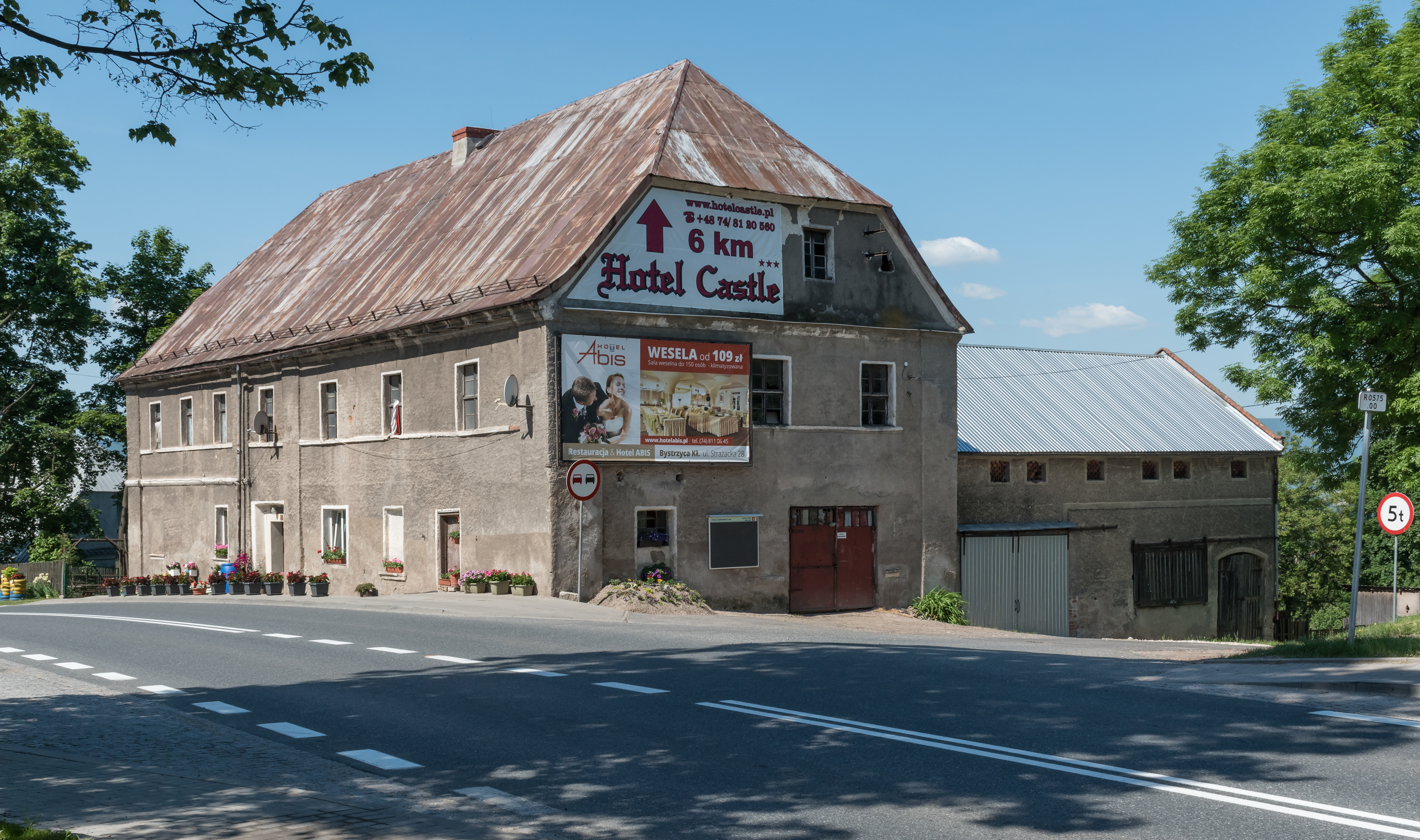
Budynek dawnej gospody na Przełęczy Mielnickiej
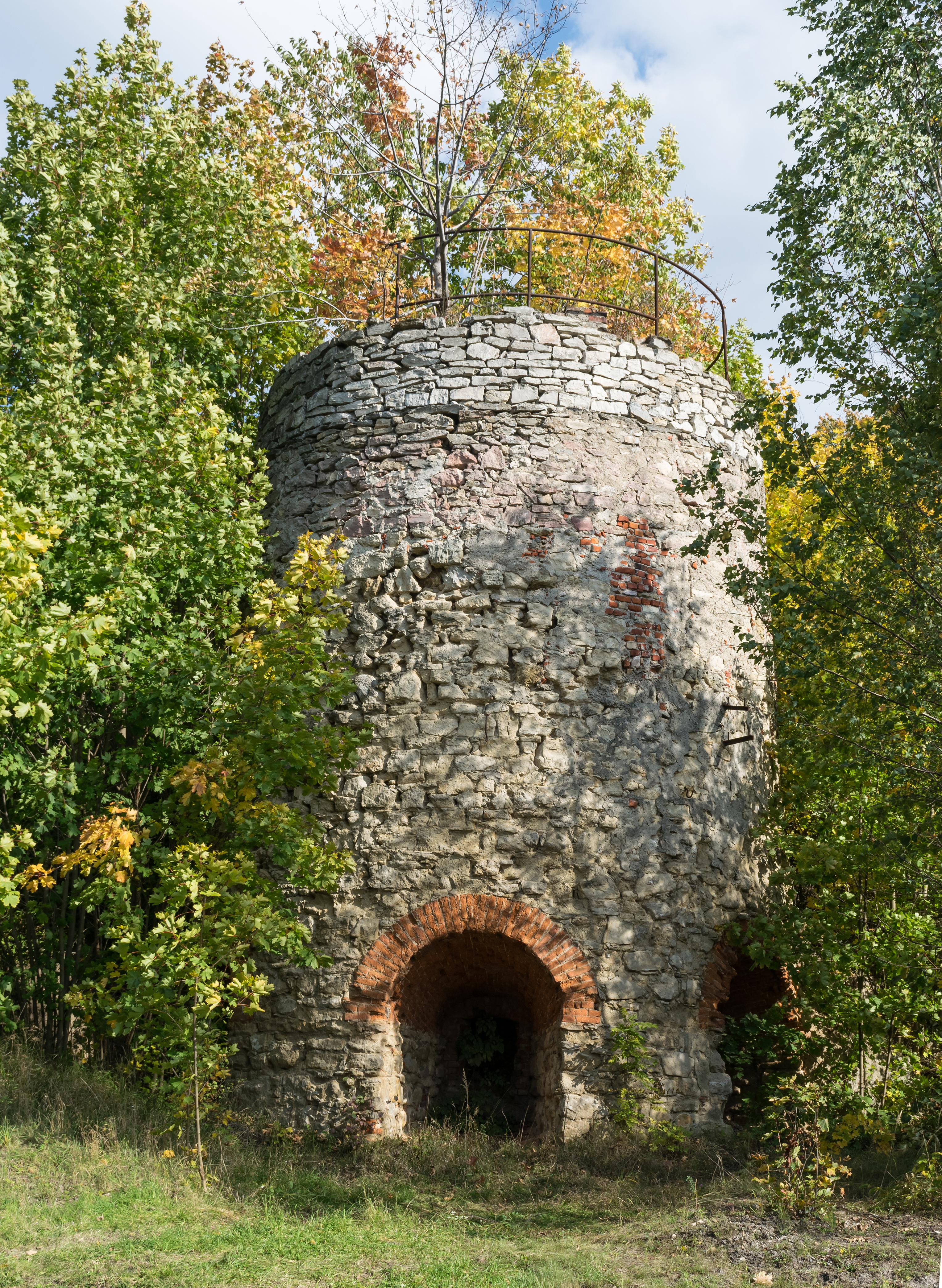
Wapiennik
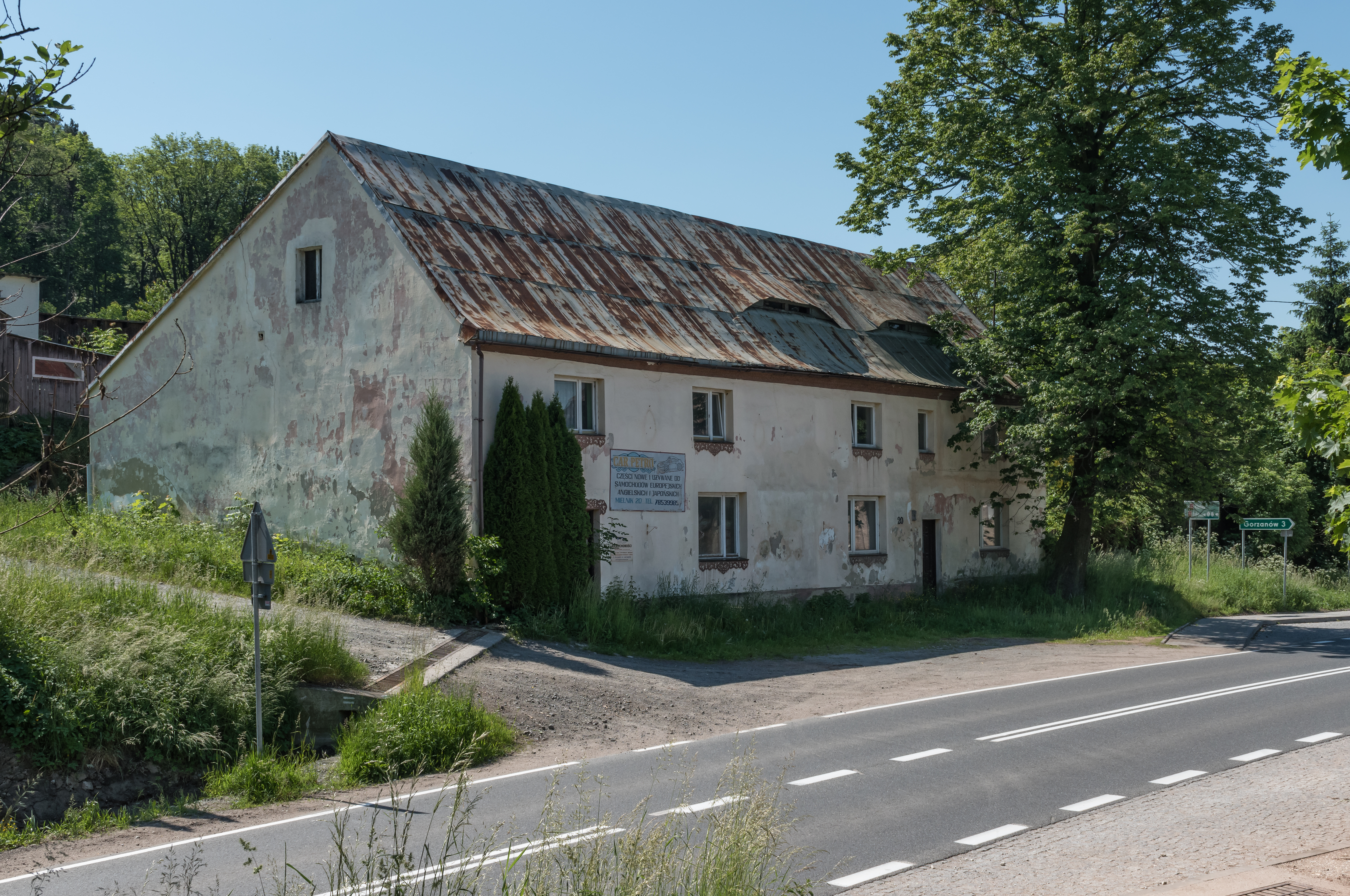
Dom nr 20
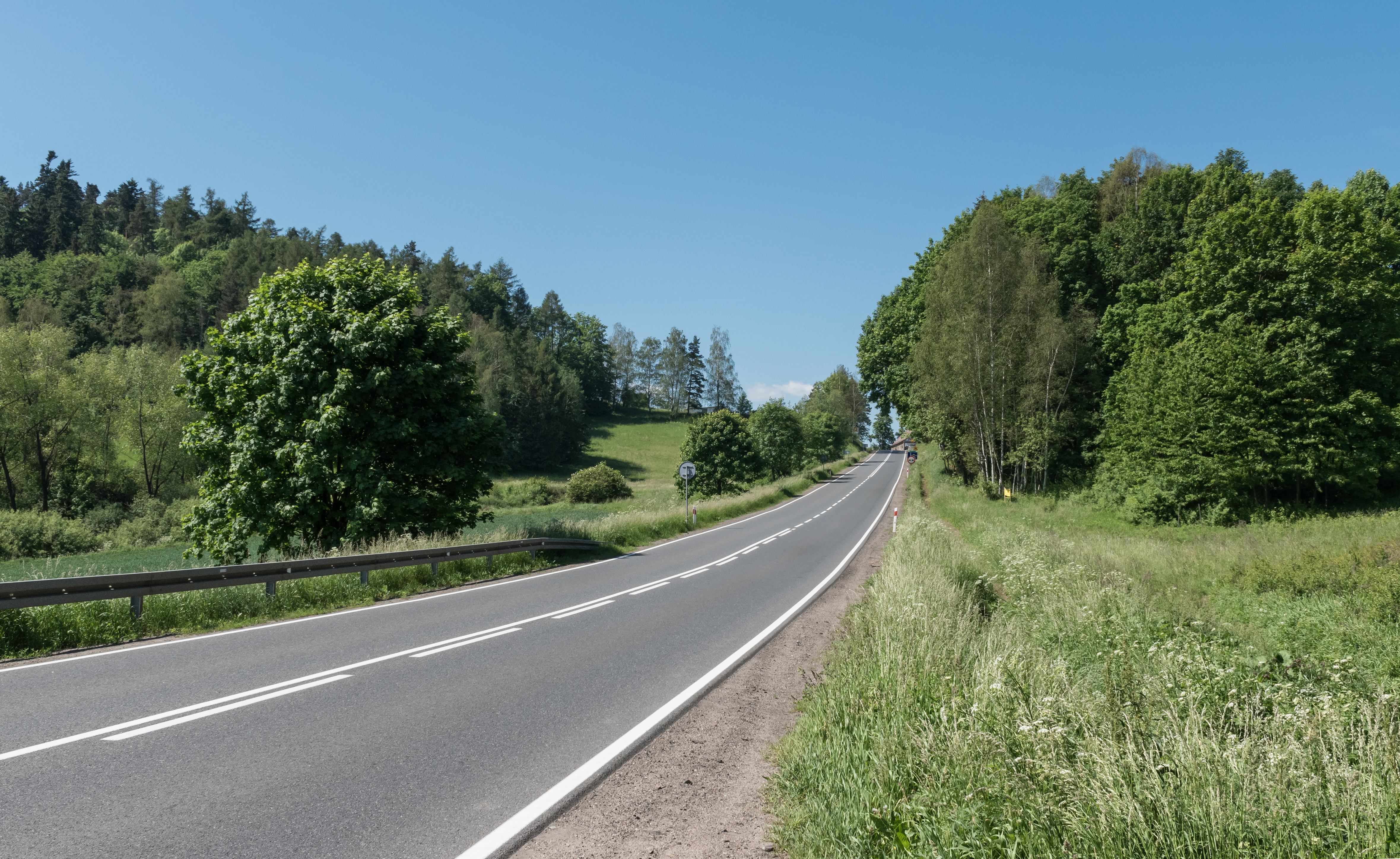
Przełęcz Mielnicka